# 張東暘
張東暘（1534年—？），字維寅，江西瑞州府高安縣人，民籍，明朝政治人物。

## 生平
嘉靖四十年（1561年）辛酉科江西鄉試第八十七名舉人，隆慶二年（1568年）中式戊辰科會試第一百六十三名，三甲第一百三十名進士。曾任茶陵州同知、蘇州府通判、廣東南雄府知府，萬曆二十三年（1595年）十二月升山東都轉運鹽使司運使。

## 家族
曾祖張寬；祖父張鎮；父張雲，母鄒氏。

## 延伸阅读
[在维基数据编辑]